# مارغريت جاي
مارغريت آن جاي (بالإنجليزية: Margaret Ann Jay)‏ (18 نوفمبر 1939-)، وهيَ بارونة بادنغتون، وهي سياسية بريطانية، تَنتمي لِحزب العمال البريطاني، وَعملت سابقاً كَمُعِّدة وَمُقدمة برامج في هَيئة الإذاعة البريطانية (بي بي سي).

## خَلفية تاريخية
مارغريت جاي والِدُها هوَ رئيس الوُزراء البريطاني جيمس كالاهان.
تَلقت مارغريت تَعليمها في مَدرسة بلكهث الثانوية وَكُلية سمرفيل وَ جامعة أكسفورد، وبينَ عامي (1965-1977) عَملت كَمُنتجة في هيئة الإذاعة البريطانية، حيثَ كانت مَسؤولةً عَن الشؤون والأحداث الجارِية وَبرامج التعليم المُستمر آنذاك، ثُمَ أصبحت بعد ذلك مُراسلة صحفية لِبرامج بانورامية مَرموقة في هيئة الإذاعة البريطانية وَتلفزيون التايمز.
كانت مارغريت تهتم بشكل كَبير بالقضايا الصِحية، حيثُ شاركت فِي العديد من الحَملات للتوعية بخطورة فَيروس نقص المناعة المكتسبة (الايدز). وَعملت مارغريت كَمُديرة مؤسسة مُساعدات الصُندوق الوطني عام 1987م، إضافةً لِكونِها راعية ومسؤولة عن مُساعدات المُسنين، وبين عامي (1994-1997) تَقلدت البارونة رِئاسة الجمعية الخيرية، وَرئاسة الجمعية الوطنية للمُستشفى المُجتمعي الصَديق، وفي عام 2003 تم انتخابُها كنائب رئيس مُتفرغ.

## الحياة الشخصية
في عام 1961م تَزوجت مارغريت مِن الصحفي بيتر جاي، الذي كانَ مِثلها ابن لأبوين سياسيين هُما: دوغلاس جاي (النائب العمالي ورئيس مجلس التجارة)، ومارغريت بيجي جاي (عضوة مَجلس لندن الأعظم). وقدَ تم تعيين بيتر كسفير للولايات المتحدة الأمريكية مِن قبل صديقه الدُكتور ديفيد أوين وزير الخارجية فِي حكومة والدها، الأمر الذي فَتح المجال للشكوك في كونها أخذت المنصب من منطلق المَحسوبية.
التقت مارغريت في الولايات المتحدة الأمريكية بِالصحفي كارل برنستين الذي عملَ في عام 1979 على فضح ووترغيت التي كانت على علاقة خارج إطار الزوجية،
وقد كانَ بيتر أيضاً على علاقة غير شرعية مَع مربية الأطفال في منزله وَالتي أنجمت عن إنجاب طفل تَم إنكاره مِن قبل بيتر، وهذا الأمر أدى إلى طلاق بيتر من زوجته عام 1986، أي بعد 25 عاماً من الزواج، ثُم عاشت مارغريت فترةً طويلة من حياتها مع البروفيسور الاقتصادي في جامعة كامبريدج روبرت نيلد، وفي عام 1994 تزوجت مارغريت من خبير مَرض الإيدز البروفيسور مايكل أدلر، الذي كان رئيساً للصندوق الوطني لمكافحة الإيدز عندما كانت هي مُديرة عنده، وَلمارغريت ثلاثة أطفال مِن زوجِها الأول، وَهُم: تامسين، وَأليس، وَباتريك.

## الحياة السِياسية
في التاسع والعشرين من شهر تموز عام 1992، تَم تَنصيب مارغريت بِلقب بارونة جاي من بادنغتون في مَنطقة بادنغتون في مدينة وستمنستر البريطانية، مع العَلم أنَّ اللقب هذا يُمنح للشَخص ولا يُرث أولاده لَقَبه، وكانت تُمثل دَور المُعارضة لاستخدام عُقوبة الجَلد في مَجلس اللوردات. بِالتعاون مع نقابة العُمال قادت مارغريت حملة مُعارضة ضد ساعات العَمل يَوم الأحد.
وَبعد حفلة النَصر لانتخابها في عام 1997، أصبحت مارغريت المُتحدثة الرسمية لِوزارة شؤون المرأة فِي مجلس اللوردات، ومنذُ عام 1998 أَصبحت رئيسة مجلس اللوردات، وَقامت بلعب دور مِحوري في عملية الإصلاح الرئيسة التي أدت إلى إزالة مُعظم أَعضاء مُجلس اللوردات المتوارثين، وفي 11 تشرين الثاني عام 1999 مُنح مَشروع قانون إصلاح الحكومة المُوافقة الملكية وَخسر أكثر من 660 عضو في مجلس اللوردات المتوارثين حَقهم في المقاعد وَالتصويت في المَجلس.
تَقاعدت مارغريت مِن نشاطها السياسي فِي عام 2001. وَمن بين المَناصب التي استمرت فيها حتى بعدَ تقاعدها مِن النشاط السياسي هوَ بقائُها كَمُدير غير تنفيذي لِمجموعة بي تي البريطانية.
تُشارك مارغريت حالياً في رِئاسة حزب العُمال البريطانية عَبر لَجنة العراق (جنباً إلى جنب مع توم كنج وبادي أشداون) الذي أُنشأ مِن قبل مركز الأبحاث السياسية الخارجية وَالقناة الرابعة البريطانية، وَقبل استقالتها قالت في مقابلة أُجريت معها: «أنها قصدت مَدرسة ذات معايير وقواعد جميلة» حيثُ كانت تقصد مدرسة بلكهث الثانوية المُستقلة، وأضافت بأنها تَتفهم حاجات الناخبين في المناطق الريفية لإنها لديها كوخ صغير تبلغ قيمته 500000 جنيه إسترليني في جزيرة أيرلندا، إضافةً إلى ممتلكات أخرى هُناك.

## المَراجع
1. ↑  Hansard 1803–2005 (بالإنجليزية), QID:Q19204319
2. 1 2 3 4 5  "Baroness Jay's political progress". BBC News. 31 يوليو 2001. مؤرشف من الأصل في 2008-09-24. اطلع عليه بتاريخ 2007-08-16.
3. ↑  "Attend VIPs | Attend". www.attend.org.uk. مؤرشف من الأصل في 2019-05-11. اطلع عليه بتاريخ 2015-11-01.
4. ↑  "Sir Peter Ramsbotham". Telegraph.co.uk. مؤرشف من الأصل في 2016-12-29. اطلع عليه بتاريخ 2015-11-01.
5. ↑  Jesse Kornbluth (14 مارس 1983). "Scenes From A Marriage: Nora Ephron turns her life into an open book". New York Magazine. ص. 40–43. مؤرشف من الأصل في 2016-04-25.
6. ↑  "Jay talking". The Guardian. 17 يونيو 2000. ISSN:0261-3077. مؤرشف من الأصل في 2017-09-01. اطلع عليه بتاريخ 2015-11-01.
7. ↑  "Lords leader Lady Jay is set to leave the Cabinet". The Daily Mail. 16 فبراير 2001. مؤرشف من الأصل في 2017-07-01. اطلع عليه بتاريخ 2007-08-17.
8. ↑  "Baroness Jay of Paddington". the Guardian. مؤرشف من الأصل في 2017-05-10. اطلع عليه بتاريخ 2015-11-01.
9. ↑  "Who's afraid of the big, beautiful baroness?". The Independent. مؤرشف من الأصل في 2016-03-05. اطلع عليه بتاريخ 2015-11-01.
10. ↑  "No. 53007". The London Gazette. 3 أغسطس 1992. London Gazette uses unsupported parameters (help)
11. ↑  "About BT Group - The board - The Rt Hon Baroness Jay of Paddington PC". مجموعة بي تي. مؤرشف من الأصل في 2007-08-08. اطلع عليه بتاريخ 2011-03-07.
12. ↑  "Warring parties clash over elitism". BBC. 3 يونيو 2000. مؤرشف من الأصل في 2009-01-09. اطلع عليه بتاريخ 2015-11-01.
13. ↑  "Labour's only true aristocrat flees spotlight". Telegraph.co.uk. مؤرشف من الأصل في 2019-04-02. اطلع عليه بتاريخ 2015-11-01.

## رَوابط خارجية
- سيرة ذاتية إن زد هيرالد 2005. نسخة محفوظة 29 سبتمبر 2007 على موقع واي باك مشين.
- تعريف هيئة الإذاعة البريطانية 2001.